# ロングビーチステート・ビーチ

ロングビーチステート・カラーのBWCのロゴ

ロングビーチステート・ビーチ（英: Long Beach State Beach）は、アメリカ合衆国のカリフォルニア州立大学ロングビーチ校のスポーツ競技チーム。NCAAディビジョンI所属。単にロングビーチステート（Long Beach State）やザ・ビーチ（The Beach）とも呼ばれる。かつてのチーム名はロングビーチステート・フォーティナイナーズ（Long Beach State 49ers）。

## 競技チーム
| 男子スポーツ                            | 女子スポーツ       |
| --------------------------------------- | ------------------ |
| 野球                                    | バスケットボール   |
| バスケットボール                        | ビーチバレーボール |
| クロスカントリー                        | クロスカントリー   |
| ゴルフ                                  | ゴルフ             |
| 陸上†                                   | サッカー           |
| バレーボール                            | ソフトボール       |
| 水球                                    | テニス             |
|                                         | 陸上†              |
|                                         | バレーボール       |
|                                         | 水球               |
| †屋外競技チームと室内競技チームがある。 |                    |